# Karl Kasten
Karl Kasten (* 7. Januar 1909 in Mertschütz, heute Polen; † 19. Januar 1981 in Berlin) war ein deutscher Politiker (SED) und von 1953 bis 1954 Oberbürgermeister von Rostock.

## Leben
Karl Kasten war der Sohn eines Landwirts. Nach dem Schulbesuch und einer Schlosserlehre arbeitete er als Schlosser, Dreher und Fräser. Von 1932 bis 1933 war er bei der Rote Hilfe Deutschlands angestellt. Seit 1930 war Karl Kasten Mitglied der KPD und übernahm 1932 das Amt des stellvertretenden Organisationsleiters des KPD-Bezirksleiters Oberschlesien. Im Februar 1933 wurde er verhaftet und blieb bis zum August in „Schutzhaft“. Nach der Entlassung übernahm Karl Kasten ein Papiervervielfältigungsgeschäft in Breslau. Anschließend arbeitete er in München im Untergrund. 1937 war Kasten ein Mitglied der Berliner Widerstandsgruppe um Anton Saefkow. Über seine Tätigkeit in der Zeit des Zweiten Weltkriegs gibt es keine Angaben. 
1945 bis 1946 war Kasten Vorsteher des Polizeireviers im Bezirk Wedding. Mit der Zwangsvereinigung von SPD und KPD zur SED zur 1946 wurde Karl Kasten deren Mitglied. Von 1946 bis 1947 war er bei der Landesregierung Mecklenburg-Vorpommerns angestellt, bevor er ab 1947 bis 1948 als Werkleiter der Torfbetriebe Schwerin eingesetzt wurde. In kurzer Zeit durchlief Karl Kasten einige leitende Posten, so 1949 als Oberreferent für Maschinenbau in der Landesregierung Mecklenburg, 1949 bis 1950 als Technischer Direktor des VVB Maschinenbau Rostock und ab 1950 als deren Hauptdirektor. Von 1951 bis 1952 war er Hauptabteilungsleiter Wirtschaftsplanung der Landesregierung und von 1952 bis 1953 Arbeitsdirektor der Warnow-Werft Rostock. Nach dem Abschluss eines vermutlichen Fernstudiums war er ab 1953 Maschinenbauingenieur.
Von 1953 bis 1954 war Karl Kasten Oberbürgermeister in Rostock, von 1954 bis 1958 Staatssekretär für örtliche Wirtschaft, danach bis 1960 Vorsitzender des Bezirkswirtschaftsrates Suhl und ab 1961 Leiter des Sekretariats der Staatlichen Plankommission. 1968 wurde ihm der Vaterländische Verdienstorden in Silber verliehen.